# Chanté Moore
Chanté Torrane Moore (San Francisco, 17 febbraio 1967) è una cantante statunitense. Vincitrice Soul Train Music Award e di American Music Award, nella sua carriera ha pubblicato 10 album in studio, raggiunto la top 10 della Billboard Hot 100 con il singolo Chanté's Got a Man e ottenuto due dischi d'oro nel mercato statunitense. La sua partecipazione alla colonna sonora di Donne - Waiting to Exhale le ha permesso di ottenere una nomination a una delle categorie principali dei Grammy Award, quale "album dell'anno".

## Biografia
Legata alla casa discografica Silas/MCA fin dai primi anni '90, Moore pubblica il suo album di debutto Precious nel 1992, ottenendo un disco d'oro nel mercato statunitense con tale progetto. L'album raggiunge inoltre la posizione 101 della Billboard 200. Nel 1994 pubblica il suo secondo album A Love Supreme, che raggiunge la posizione 64 nella Billboard 200, mentre nel 1995 prende parte alla colonna sonora del film Donne - Waiting to Exhale, interpretando 5 canzoni all'interno del progetto: l'album ottiene ben 11 nomination ai Grammy Awards 1997, tra cui uno nella categoria "Album of the Year", e vince un American Music Award nella categoria "miglior colonna sonora".
Nel 1999 ottiene il suo primo piazzamento nella top 10 della Billboard Hot 100 con il singolo Chanté's Got a Man, brano che viene certificato oro in USA per aver venduto 500 mila unità. Pubblica successivamente il suo terzo album This Moment Is Mine, che si posiziona alla numero 31 nella Billboard 200. Nel 2000, dopo aver ricevuto la sua prima nomination ai Soul Train Music Awards per il singolo Chanté's Got a Man, pubblica l'album Exposed, che include collaborazioni con artisti di rilievo come Jermaine Dupri e R. Kelly. L'album le permette di ottenere la sua prima nomination ai Grammy e di vincere un Soul Music Train Awards.
Nel 2003 e nel 2006 pubblica due album collaborativi con l'allora marito Kennny Lattimore, Things That Lovers Do e Uncovered/Covered, che raggiungono rispettivamente le posizioni 31 e 95 nella Billboard 200. Fra le due pubblicazioni, nel 2004, l'artista pubblica la raccolta 20th Century Masters - The Millennium Collection. Nel 2008, dopo aver firmato un contratto discografico con Peak Records, Moore pubblica l'album Love the Woman. Nel 2009, dopo aver concluso un tour atto a promuove il recente album, Moore debutta come attrice teatrale prendendo parte al musical Gospel! Gospel! Gospel. Nel 2012 si esibisce ai BET Awards in un tributo a Donna Summer.
Nel 2013, dopo aver cambiato nuovamente etichetta, l'artista pubblica l'album Moore Is More e prende parte al reality show R&B Divas: Los Angeles, venendo successivamente confermata anche per le successive stagioni del programma. Nel 2014 prende parte ad un secondo spettacolo teatrale, Jubilee! Nel 2017 pubblica due album: il progetto in studio The Rise of the Phoenix e l'album natalizio Christmas Back to You.
Nel 2023 annuncia l'imminente realizzazione di un album di duetti con Eric Benét.

## Discografia
Album
- 1992 - Precious
- 1994 - A Love Supreme
- 1999 - This Moment Is Mine
- 2000 - Exposed
- 2003 - Things That Lovers Do (con Kenny Lattimore)
- 2004 - 20th Century Masters - The Millennium Collection (raccolta)
- 2006 - Uncovered/Covered (con Kenny Lattimore)
- 2008 - Love the Woman
- 2013 - Moore Is More
- 2017 - The Rise of the Phoenix
- 2017 - Christmas Back to You